# Walliston
Walliston är en del av en befolkad plats i Australien. Den ligger i regionen Kalamunda och delstaten Western Australia, omkring 21 kilometer öster om delstatshuvudstaden Perth. Antalet invånare är 737.
Runt Walliston är det ganska tätbefolkat, med 160 invånare per kvadratkilometer.. Närmaste större samhälle är Armadale, omkring 18 kilometer söder om Walliston.
I omgivningarna runt Walliston växer huvudsakligen savannskog. Genomsnittlig årsnederbörd är 951 millimeter. Den regnigaste månaden är september, med i genomsnitt 168 mm nederbörd, och den torraste är februari, med 12 mm nederbörd.